# Чеченский национальный округ
Чеченский национальный округ (Чеченский НО) — административно-территориальная единица РСФСР, существовавшая с 21 января 1920 года по 30 ноября 1922 года.
Административный центр — город Грозный.

## История
В конце 1920 и начале 1921 годов в предгорных и горных районах Северного Кавказа с преобладающим нерусским населением были организованы две новые советские автономии — Дагестанская АССР и Горская АССР.
При этом Горская АССР была разделена на 7 национальных округов, одним из которых был Чеченский НО.
30 ноября 1922 года Чеченский национальный округ был выделен из Горской АССР и преобразован в Чеченскую автономную область.

## Административное деление
По состоянию на 1921 год в состав округа входили 1 город, выделенный в самостоятельную административно-хозяйственную единицу,
Грозный и 12 районов:
Веденский — с. Ведено
Галанчожский район — с. Галанчож
Гудермесский — с. Гудермес
Итум-Калинский — с. Итум-Кали
Надтеречный — с. Нижний Наур
Ножай-Юртовский — с. Ножай-Юрт
Петропавловский район — с. Петропавловское
Сунженский — ст-ца Слепцовская
Урус-Мартановский — с. Урус-Мартан
Шалинский — с. Шали
Шаро-Чеберлоевский — с. Дай
Шатоевский — пос. Шатой